# Собака Павлова (фільм)
«Собака Павлова» — фільм 2005 року.

## Зміст
Ксюша і Максим кохають один одного. Однак їхнім стосункам доводиться розвиватися у важких умовах. Адже обидва вони пацієнти клініки для людей з психічними розладами. Найпопулярнішим заняттям у стінах цього закладу є трудотерапія, яка дає пацієнтам ілюзію потрібності цьому світу. Адже за стінами лікарні нещасні абсолютно ні у кого не викликають інтерес.